# Naoe Kagetsuna
Naoe Kagetsuna (直江景綱?; 1509 – 1577) è stato un samurai giapponese del periodo Sengoku che servì il clan Uesugi della provincia di Echigo.
Kagetsuna era figlio di Naoe Chikatsuna e viveva nel Castello di Yoita.
Kagetsuna servì come consigliere molto vicino a Uesugi Kenshin. In entrambi i contesti, sia interni che esterni al clan, Kagetsuna lasciò il segno sul regime di Kenshin. A Kagetsuna fu affidata la gestione e difesa dei rifornimenti ai campi di battaglia durante la spedizione nella regione del Kantō. Prese parte alle battaglie di Kawanakajima.
La sua vedova figlia, Lady Osen (お船の方?), era sposata con Naoe Kanetsugu.